# 陸杳
陆杳（521年—573年），字云迈，清都郡临漳县（河北省邯郸市临漳县）人，祖籍河南郡洛阳县（今河南省洛阳市东），东魏、北齐官员。

## 生平
陆杳是司空、咸阳王元坦的外甥，以司空参军事为起家官。元象年间，陆杳出任都督府主簿，加号明威将军，转任凌江将军、大将军中兵参军，作为大将军高澄的幕僚。武定五年（547年），陆杳转任太常丞。武定六年（548年），陆杳转任尚书左中兵郎，又转任度支金部库郎，天保初年，转任仓部郎中。陆子彰去世后，陆杳和兄弟们为父亲守丧，相伴在父亲的坟墓旁结庐帐，背土成坟，北齐朝廷非常嗟叹欣赏，下诏书加以褒扬，将陆家所居住的里改为孝终里。服丧结束后，陆杳兼任行台右丞，巡视长江地区进行慰劳。当时侯景在南梁作乱，长江以北的地区归属北齐，陆杳前往视察，数千里的地方都服从北齐。天保七年（556年），上庸公主去世，陆杳为母亲守丧离职，朝廷给予丧假十旬。服丧结束后，陆杳起复出任度支郎中，又转任都兵郎中，升任成安县县令，很快出任大丞相高演府从事中郎，兼任并省尚书右丞。皇建初年，陆杳出任给事黄门侍郎、冠军将军。太宁二年（562年），陆杳出任散骑常侍。当时北方少数民族入侵北齐边境，陆杳接收诏令前往边境修筑长城，连接两千里，因功食干永宁县，加号辅国将军。天统元年（565年），陆杳加银青光禄大夫，兼任太常少卿，加号骠骑大将军、署理仪同三司。天统五年（569年），陆杳出任使持节、都督东徐州诸军事、东徐州刺史。武平三年（572年），陆杳出任使持节、都督北徐州诸军事、北徐州刺史，又转任使持节、都督秦州诸军事、秦州刺史。当时南陈派遣军队围困秦州，陆杳经过一百多天的坚守，加开府仪同三司。秦州城中很多瘟疫，死者过了半数，百姓没有叛离的意图。陆杳因病在秦州州馆中去世，虚岁五十三。等到秦州州城陷落，南陈将军吴明彻以陆杳有良好的政绩，向陈宣帝上奏，将陆杳的尸体归还北齐，对陆杳的家眷和财产没有一点侵犯。北齐赠予使持节、都督瀛沧安三州诸军事、瀛州刺史、尚书令、骠骑大将军如故。

## 其他
陆杳是没有做官的贵族后生时，司马膺之曾经和他下棋。陆杳后来做官，司马膺之只是和他寒暄一下，下棋的事也停止了。

## 碑铭
陆杳碑铭全称《秦州都督陆杳碑铭》，由李德林撰写，收录于《文馆词林》中。

## 家庭

### 曾祖
- 陆定国，司空公、东郡庄王[1]

### 祖父
- 陆昕之，冀州刺史、东郡惠公[1]

### 父母
- 陆子彰，开府仪同三司、东郡文宣公[1]
- 上庸公主，魏献文帝拓跋弘孙女，咸阳王元禧之女

### 兄弟姐妹
- 陆卬，北齐吏部郎中、清都郡中正
- 陆骏，北齐东广州刺史
- 陆骞，北齐吏部郎中
- 陆抟，北齐著作佐郎
- 陆彦师，隋朝上仪同、汾州刺史、临水县子
- 陆氏，嫁北齐仪同三司、□兖州刺史、广阿县公窦孝敬

### 子女
- 陆玄卿，北齐尚书膳部郎[1]